# Ametris nitocris
Ametris nitocris là một loài bướm đêm trong họ Geometridae.

## Hình ảnh

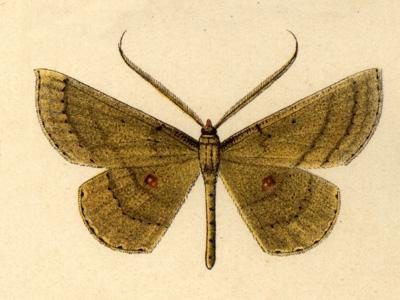
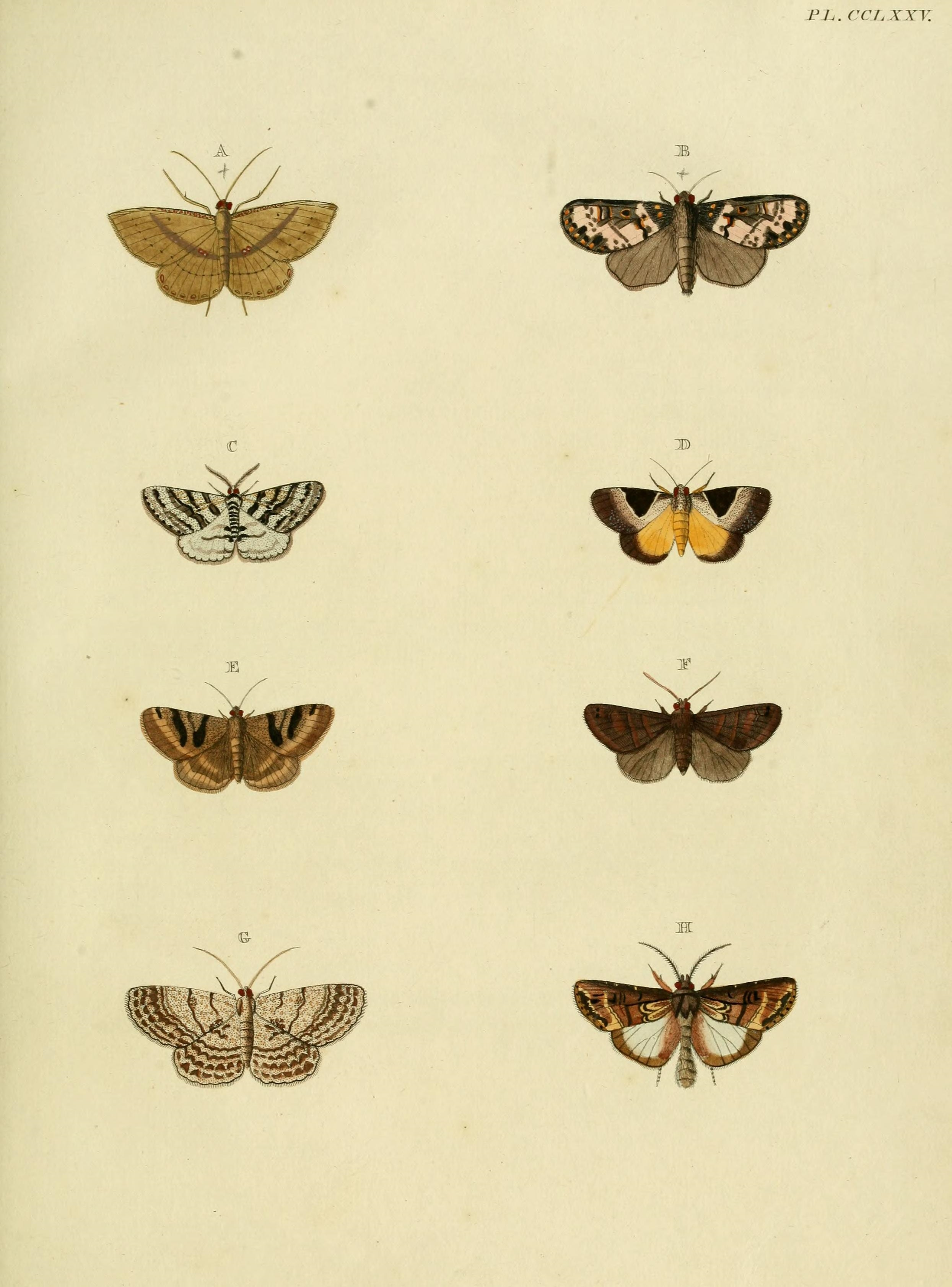